# Viercontinentenkampioenschap kunstschaatsen 2020
Het Viercontinentenkampioenschap is een jaarlijks terugkerend evenement in het kunstschaatsen dat georganiseerd wordt door de Internationale Schaatsunie (ISU) voor deelnemers uit landen buiten Europa, namelijk van de vier continenten Afrika, Amerika, Azië en Oceanië.
De editie van 2020 was het tweeëntwintigste "4CK" dat werd georganiseerd. De wedstrijden vonden plaats van 6 tot en met 9 februari in de ijshal op het "Mokdong sportcomplex" in de wijk Mok-dong in het stadsdistrict Yangcheon in Seoel. Het was voor de zevende keer dat dit kampioenschap in Zuid-Korea plaatsvond, in 2002 en 2010 was Jeonju, in 2005 en 2017 Gangneung, in 2008 Goyang en in 2015 Seoel eerder gaststad voor deze kampioenschappen.
Medailles waren er te verdienen in de traditionele onderdelen: mannen individueel, vrouwen individueel, paarrijden en ijsdansen.
| Programma | Programma            | Programma          | Programma           | Programma         | Programma         | Programma |
| --------- | -------------------- | ------------------ | ------------------- | ----------------- | ----------------- | --------- |
|           | donderdag 6 februari | vrijdag 7 februari | zaterdag 8 februari | zondag 9 februari | zondag 9 februari |           |
| IJsdansen | rhythm dans          | vrije dans         |                     |                   | Gala              |           |
| Vrouwen   | korte kür            |                    | vrije kür           |                   | Gala              |           |
| Paren     | korte kür            |                    | vrije kür           |                   | Gala              |           |
| Mannen    |                      | korte kür          |                     | vrije kür         | Gala              |           |

## Deelnemende landen
Alle ISU-leden uit Afrika, Amerika, Azië en Oceanië hadden het recht om maximaal drie startplaatsen per categorie in te vullen. Deze regel is afwijkend ten opzichte van de overige ISU kampioenschappen waarbij extra startplaatsen kunnen worden verdiend door de prestaties van de deelnemers in het voorgaande jaar.
Twaalf landen schreven dit jaar deelnemers in voor deze kampioenschappen. Zij vulden het aantal van 73 startplaatsen in. Canada en de Verenigde Staten vulden ieder de maximale mogelijkheid van twaalf startplaatsen in.
(Tussen haakjes het aantal startplaatsen; respectievelijk: mannen, vrouwen, paren, ijsdansen)
| Canada (3-3-3-3) Verenigde Staten (3-3-3-3) China (3-2-3-3) | Japan (3-3-1-2) Australië (3-1-0-3) Zuid-Korea (3-3-0-1) | Filipijnen (2-1-1-0) Taiwan (2-2-0-0) Hongkong (1-1-0-0) | Kazachstan (0-1-0-1) Mexico (1-1-0-0) Thailand (1-0-0-0) |

## Medailleverdeling
Bij de mannen werd Yuzuru Hanyu de zesde Japanner die dit kampioenschap op zijn naam schreef, het was de achtste titel voor Japan. Voor Hanyu was het zijn vierde kampioenschapsmedaille, in 2011, 2013 en 2017 werd hij tweede. De Amerikaan Jason Brown op plaats twee behaalde zijn tweede medaille, in 2018 werd hij derde. De derde positie werd ingenomen door de debuterende Japanner Yuma Kagiyama.
Bij de vrouwen prolongeerde Rika Kihira de bij haar debuut veroverde titel, de veertiende voor Japan. De zilveren medaille werd door de debutante You Young behaald. Het was na de door Kim Yu-na behaalde titel in 2009 de tweede medaille voor Zuid-Korea in de vier kampioenschappen. Na haar vijfde plaats bij haar debuut in 2019 behaalde de Amerikaanse Bradie Tennell dit jaar de bronzen medaille.
Bij de paren stonden dezelfde drie duo's als in 2019 op het erepodium, alleen de plaatsten twee en drie werden nu omgekeerd ingenomen.De titel ging voor de zestiende keer naar China en voor de zesde keer naar het paar Sui Wenjing / Han Cong. Hun eerdere titels werden in 2012, 2014, 2016, 2017 en 2019 behaald. Hun landgenoten Peng Cheng / Jin Yang op plaats twee behaalden beide hun derde medaille, gezamenlijk hun tweede. Cheng werd in 2015 tweede met Zhang Hao en Yang in 2016 derde met Yu Xiaoyu. Het Canadese paar Kirsten Moore-Towers / Michael Marinaro op plaats drie behaalden ook hun derde podiumplaats, in 2013 behaalden ze de zilveren medaille.
Voor de 21e keer op 22 edities -2018 vormde de enige uitzondering- gingen ook deze editie de medailles in het ijsdansen naar Canada en de Verenigde Staten. Madison Chock / Evan Bates prolongeerden de titel welke voor de dertiende keer naar de Verenigde Staten ging. Het was hun zesde podiumplaats, in 2013 en 2017 werden ze derde, in 2015 en 2016 tweede. Plaats twee werd door de bronzen medaillewinnaars van 2019 ingenomen, het Canadese paar Piper Gilles / Paul Poirier die hun derde medaille behaalden, in 2014 werden ze ook tweede. Op positie drie namen de Amerikaanse kampioenen van 2014 plaats, Madison Hubbell / Zachary Donohue behaalden hiermee hun tweede medaille.
| Onderdeel | Goud                       | Zilver                      | Brons                                   |
| --------- | -------------------------- | --------------------------- | --------------------------------------- |
| Mannen    | Yuzuru Hanyu               | Jason Brown                 | Yuma Kagiyama                           |
| Vrouwen   | Rika Kihira                | You Young                   | Bradie Tennell                          |
| Paren     | Sui Wenjing / Han Cong     | Peng Cheng / Jin Yang       | Kirsten Moore-Towers / Michael Marinaro |
| IJsdansen | Madison Chock / Evan Bates | Piper Gilles / Paul Poirier | Madison Hubbell / Zachary Donohue       |

## Uitslagen
| #                | naam (deelname)           | land                      | punten | korte kür   | vrije kür   |
| ---------------- | ------------------------- | ------------------------- | ------ | ----------- | ----------- |
| Goud             | Yuzuru Hanyu (4)          | Vlag van Japan            | 299.42 | 111.82 (1)  | 187.60 (1)  |
| Zilver           | Jason Brown (5)           | Vlag van Verenigde Staten | 274.82 | 094.71 (3)  | 180.11 (2)  |
| Brons            | Yuma Kagiyama             | Vlag van Japan            | 270.61 | 091,61 (5)  | 179.00 (3)  |
| 04               | Jin Boyang (5)            | Vlag van China            | 267.67 | 095.83 (2)  | 171,84 (5)  |
| 05               | Cha Jun-hwan (2)          | Vlag van Zuid-Korea       | 265.43 | 090.37 (6)  | 175.06 (4)  |
| 06               | Nam Nguyen (6)            | Vlag van Canada           | 251.60 | 085.24 (9)  | 166.36 (6)  |
| 07               | Kazuki Tomono (2)         | Vlag van Japan            | 251.05 | 088.22 (7)  | 162.83 (7)  |
| 08               | Keegan Messing (2)        | Vlag van Canada           | 243.93 | 094.03 (4)  | 149.90 (10) |
| 09               | Tomoki Hiwatashi (2)      | Vlag van Verenigde Staten | 240.78 | 088.09 (8)  | 152.69 (9)  |
| 10               | Yan Han (6)               | Vlag van China            | 239.41 | 082.32 (11) | 157.09 (11) |
| 11               | Camden Pulkinen           | Vlag van Verenigde Staten | 226.82 | 084.66 (10) | 142.16 (11) |
| 12               | Brendan Kerry (10)        | Vlag van Australië        | 213.11 | 076.70 (12) | 136.41 (14) |
| 13               | Zhang He (2)              | Vlag van China            | 210.06 | 071.58 (15) | 138.48 (12) |
| 14               | Lee Si-hyeong (4)         | Vlag van Zuid-Korea       | 203.50 | 067.00 (16) | 136.50 (13) |
| 15               | Donovan Carrillo (3)      | Vlag van Mexico           | 201.09 | 073.13 (13) | 127.96 (16) |
| 16               | Roman Sadovsky            | Vlag van Canada           | 200.50 | 065.87 (17) | 134.63 (15) |
| 17               | Lee June-hyoung (8)       | Vlag van Zuid-Korea       | 198.95 | 072.74 (14) | 126.21 (17) |
| 18               | Christopher Caluzza       | Vlag van Filipijnen       | 171.45 | 060.70 (20) | 110.75 (18) |
| 19               | James Min                 | Vlag van Australië        | 167.81 | 059.71 (21) | 108.10 (19) |
| 20               | Edrian Paul Celestino     | Vlag van Filipijnen       | 167.65 | 065.11 (18) | 102.54 (21) |
| 21               | Micah Kai Lynette (3)     | Vlag van Thailand         | 156.71 | 050.77 (23) | 105.94 (20) |
| 22               | Harrison Jon-Yen Wong (4) | Vlag van Hongkong         | 155.30 | 056.98 (22) | 098.32 (22) |
| 23               | Chih-I Tsao (5)           | Vlag van Taiwan           | 152.80 | 062.50 (19) | 090.30 (24) |
| 24               | Jordan Dodds              | Vlag van Australië        | 148.78 | 050.74 (24) | 098.04 (23) |
| Alleen korte kür |                           |                           |        |             |             |
| 25               | Micah Tang (4)            | Vlag van Taiwan           |        | 045.91 (25) |             |

| #      | naam (deelname)                | land                      | punten | korte kür  | vrije kür   |
| ------ | ------------------------------ | ------------------------- | ------ | ---------- | ----------- |
| Goud   | Rika Kihira (2)                | Vlag van Japan            | 232.34 | 81.18 (1)  | 151.16 (1)  |
| Zilver | You Young                      | Vlag van Zuid-Korea       | 223.23 | 73.55 (3)  | 149.68 (2)  |
| Brons  | Bradie Tennell (2)             | Vlag van Verenigde Staten | 222.97 | 75.93 (2)  | 147.04 (3)  |
| 04     | Wakaba Higuchi (2)             | Vlag van Japan            | 207.46 | 72.95 (5)  | 134.51 (5)  |
| 05     | Kaori Sakamoto (3)             | Vlag van Japan            | 202.79 | 73.07 (4)  | 129.72 (8)  |
| 06     | Kim Ye-lim (2)                 | Vlag van Zuid-Korea       | 202.76 | 68.10 (7)  | 134.66 (4)  |
| 07     | Karen Chen (3)                 | Vlag van Verenigde Staten | 201.06 | 67.28 (8)  | 133.78 (6)  |
| 08     | Lim Eun-soo (2)                | Vlag van Zuid-Korea       | 200.59 | 68.40 (6)  | 132.19 (7)  |
| 09     | Amber Glenn                    | Vlag van Verenigde Staten | 190.83 | 65.39 (9)  | 125.44 (9)  |
| 10     | Alicia Pineault (2)            | Vlag van Canada           | 173.55 | 57.09 (10) | 116.46 (10) |
| 11     | Chen Hongyi (2)                | Vlag van China            | 167.26 | 56.81 (11) | 110.45 (11) |
| 12     | Kailani Craine (6)             | Vlag van Australië        | 161.15 | 54.93 (13) | 106.22 (13) |
| 13     | Zhu Yi                         | Vlag van China            | 155.41 | 55.53 (12) | 099.88 (14) |
| 14     | Alison Schumacher              | Vlag van Canada           | 150.73 | 42.55 (18) | 108.18 (12) |
| 15     | Emily Bausback                 | Vlag van Canada           | 147.23 | 49.10 (14) | 098.13 (15) |
| 16     | Andrea Montesinos Cantú (2)    | Vlag van Mexico           | 135.24 | 47.40 (15) | 087.84 (18) |
| 17     | Jenny Shyu                     | Vlag van Taiwan           | 134.80 | 44.95 (16) | 089.85 (16) |
| 18     | Alisson Krystle Perticheto (4) | Vlag van Filipijnen       | 129.99 | 40.67 (9)  | 089.32 (17) |
| 19     | Cheuk Ka Kahlen Cheung         | Vlag van Hongkong         | 121.29 | 44.73 (17) | 076.56 (20) |
| 20     | Amy Lin (5)                    | Vlag van Taiwan           | 116.97 | 40.29 (20) | 076.68 (19) |
| 21     | Aiza Mambekova (2)             | Vlag van Kazachstan       | 107.68 | 37.91 (21) | 069.77 (21) |

| #      | naam (deelname)                               | land                      | punten | korte kür  | vrije kür  |
| ------ | --------------------------------------------- | ------------------------- | ------ | ---------- | ---------- |
| Goud   | Sui Wenjing (7) Han Cong (7)                  | Vlag van China            | 217.51 | 73.17 (3)  | 144.34 (1) |
| Zilver | Peng Cheng (5) Jin Yang (4)                   | Vlag van China            | 213.29 | 75.96 (2)  | 137.33 (2) |
| Brons  | Kirsten Moore-Towers (7) Michael Marinaro (7) | Vlag van Canada           | 201.80 | 76.36 (1)  | 125.44 (4) |
| 04     | Jessica Calalang Brian Johnson                | Vlag van Verenigde Staten | 196.15 | 67.76 (4)  | 128.39 (3) |
| 05     | Tarah Kayne (6) Daniel O'Shea (6)             | Vlag van Verenigde Staten | 186.20 | 62.65 (5)  | 123.55 (5) |
| 06     | Evelyn Walsh (2) Trennt Michaud (2)           | Vlag van Canada           | 177.58 | 62.97 (6)  | 114.61 (6) |
| 07     | Ljoebov Iljoesjetsjkina (4) Charlie Bilodeau  | Vlag van Canada           | 171.32 | 57.87 (7)  | 113.45 (7) |
| 08     | Riku Miura (2) Ryuichi Kihara (4)             | Vlag van Japan            | 167.50 | 57.45 (9)  | 110.05 (8) |
| 09     | Isabella Gamez David-Alexandre Paradis        | Vlag van Filipijnen       | 127.43 | 47.34 (10) | 080.09 (9) |
|        | Alexa Scimeca-Knierim (5) Chris Knierim (5)   | Vlag van Verenigde Staten |        | 63.14 (5)  | t.z.t.     |
|        | Tang Feiyao Yang Yongchao                     | Vlag van China            |        | t.z.t.     |            |

| #      | naam (deelname)                           | land                      | punten | rhythm dans | vrije dans  |
| ------ | ----------------------------------------- | ------------------------- | ------ | ----------- | ----------- |
| Goud   | Madison Chock (8) Evan Bates (8)          | Vlag van Verenigde Staten | 213.18 | 85.76 (2)   | 127.42 (1)  |
| Zilver | Piper Gilles (7) Paul Poirier (9)         | Vlag van Canada           | 210.18 | 83.92 (3)   | 126.26 (2)  |
| Brons  | Madison Hubbell (7) Zachary Donohue (7)   | Vlag van Verenigde Staten | 208.72 | 85.95 (1)   | 122.77 (3)  |
| 04     | Wang Shiyue (7) Liu Xinyu (7)             | Vlag van China            | 196.75 | 77.45 (4)   | 119.30 (4)  |
| 05     | Marjorie Lajoie Zachary Lagha             | Vlag van Canada           | 192.11 | 76.43 (5)   | 115.68 (6)  |
| 06     | Kaitlin Hawayek (4) Jean-Luc Baker (4)    | Vlag van Verenigde Staten | 188.49 | 71.93 (5)   | 116.56 (5)  |
| 07     | Carolane Soucisse Shane Firus             | Vlag van Canada           | 174.41 | 73.32 (6)   | 101.09 (7)  |
| 08     | Yura Min (5) Daniel Eaton                 | Vlag van Zuid-Korea       | 163.26 | 64.38 (8)   | 098.88 (8)  |
| 09     | Holly Harris Jason Chan                   | Vlag van Australië        | 161.05 | 62.83 (10)  | 098.22 (9)  |
| 10     | Chen Hong (2) Sun Zhuoming (4)            | Vlag van China            | 158.70 | 63.22 (9)   | 095.48 (11) |
| 11     | Misato Komatsubara (3) Timothy Koleto (4) | Vlag van Japan            | 157.20 | 61.45 (11)  | 095.75 (10) |
| 12     | Ning Wanqi (2) Wang Chao (2)              | Vlag van China            | 145.22 | 59.18 (12)  | 086.04 (12) |
| 13     | Rikako Fukase Eichu Cho                   | Vlag van Japan            | 143.94 | 58.13 (14)  | 085.81 (13) |
| 14     | Chantelle Kerry (3) Andrew Dodds (3)      | Vlag van Australië        | 143.59 | 58.30 (13)  | 085.29 (14) |
| 15     | Matilda Friend (5) William Badaoui (5)    | Vlag van Australië        | 137.36 | 55.80 (15)  | 081.56 (16) |
| 16     | Maxine Weatherby Temirlan Yerzhanov       | Vlag van Kazachstan       | 132.27 | 50.33 (16)  | 081.94 (15) |

1999 · 
2000 · 
2001 · 
2002 · 
2003 · 
2004 · 
2005 · 
2006 ·
2007 ·
2008 ·
2009 ·
2010 ·
2011 ·
2012 ·
2013 ·
2014 ·
2015 ·
2016 ·
2017 ·
2018 ·
2019 ·
2020 ·
2021 ·
2022
EK kunstschaatsen ·
WK kunstschaatsen ·
WK kunstschaatsen junioren ·
Olympische Spelen